# Leichtathletik-Europameisterschaften 2002/200 m der Frauen

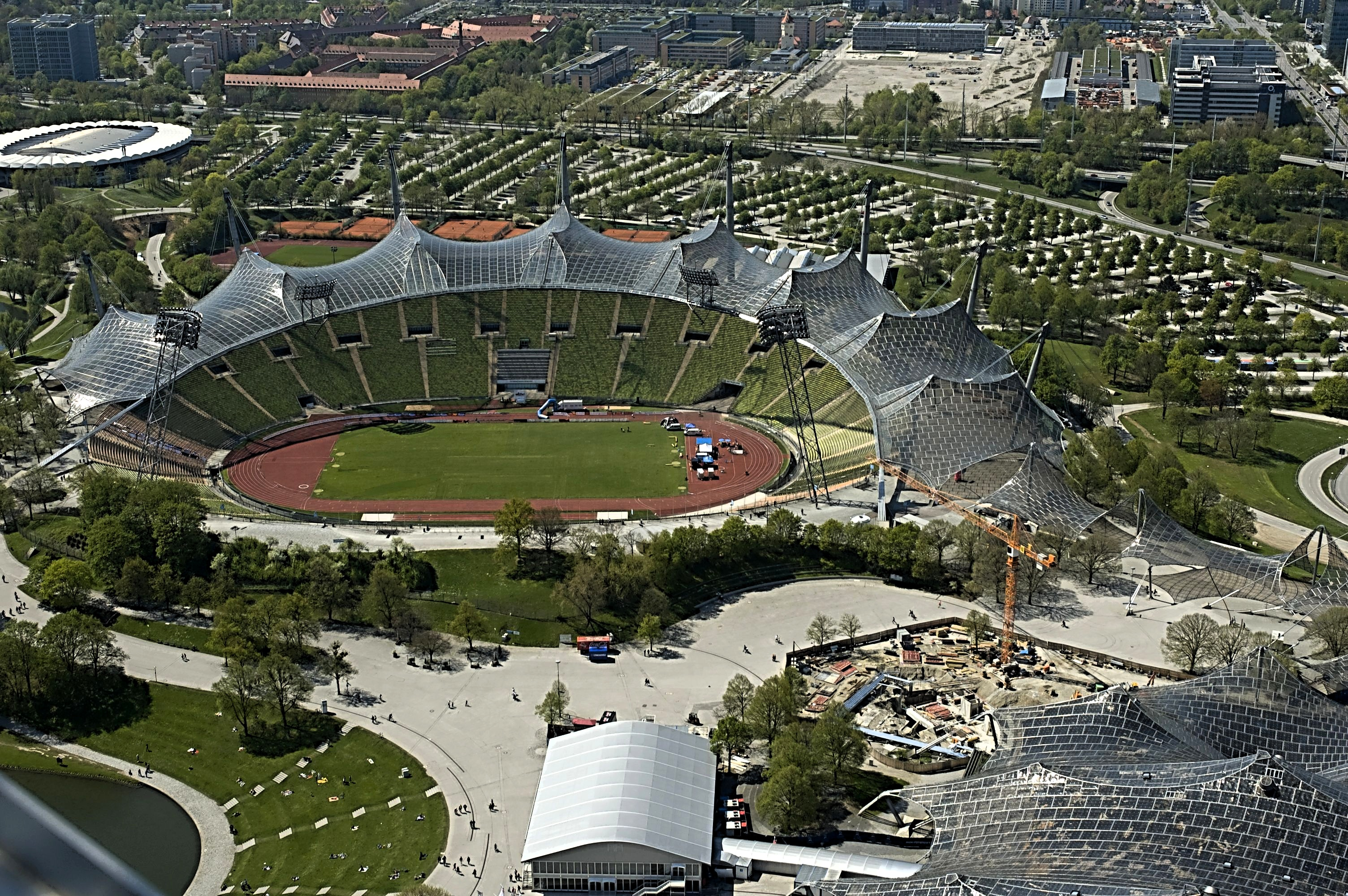
Das Olympiastadion in München von oben im Jahr 2009

Der 200-Meter-Lauf der Frauen bei den Leichtathletik-Europameisterschaften 2002 wurde am 8. und 9. August 2002 im Münchener Olympiastadion ausgetragen.
Europameisterin wurde die Französin Muriel Hurtis. Die Ränge zwei und drei wurden genauso verteilt wie zwei Tage zuvor über 100 Meter: Silber ging an die Belgierin Kim Gevaert, Bronze an die Italienerin Manuela Levorato.

## Bestehende Rekorde
| Weltrekord           | 21,34 s | Florence Griffith-Joyner | OS Seoul, Südkorea                                        | 29. September 1988 |
| Europarekord         | 21,71 s | Marita Koch              | Karl-Marx-Stadt (heute Chemnitz), DDR (heute Deutschland) | 10. Juni 1979      |
| Europarekord         | 21,71 s | Marita Koch              | Potsdam, DDR (heute Deutschland)                          | 21. Juli 1984      |
| Europarekord         | 21,71 s | Heike Drechsler          | Jena, DDR (heute Deutschland)                             | 29. Juni 1986      |
| Europarekord         | 21,71 s | Heike Drechsler          | EM Stuttgart, BR Deutschland                              | 9. August 1986     |
| Meisterschaftsrekord | 21,71 s | Heike Drechsler          | EM Stuttgart, BR Deutschland                              | 9. August 1986     |

Der bestehende EM-Rekord wurde bei diesen Europameisterschaften nicht erreicht. Die schnellste Zeit erzielte die französische Europameisterin Muriel Hurtis im Finale mit 22,43 s bei einem Gegenwind von 0,3 m/s, womit sie 72 Hundertstelsekunden über dem Rekord, gleichzeitig Europarekord, blieb. Zum Weltrekord fehlten ihr 1,09 s.

## Legende
Kurze Übersicht zur Bedeutung der Symbolik – so üblicherweise auch in sonstigen Veröffentlichungen verwendet:
| DNF | Wettkampf nicht beendet (did not finish) |
| DNS | nicht am Start (did not start)           |

## Vorrunde
8. August 2002
Die Vorrunde wurde in vier Läufen durchgeführt. Die ersten drei Athletinnen pro Lauf – hellblau unterlegt – sowie die darüber hinaus vier zeitschnellsten Läuferinnen – hellgrün unterlegt – qualifizierten sich für das Halbfinale.

### Vorlauf 1

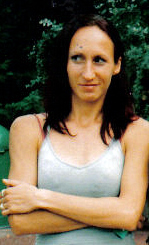
Mit ihren 23,71 s überstand Zuzanna Radecka die Vorrunde nicht
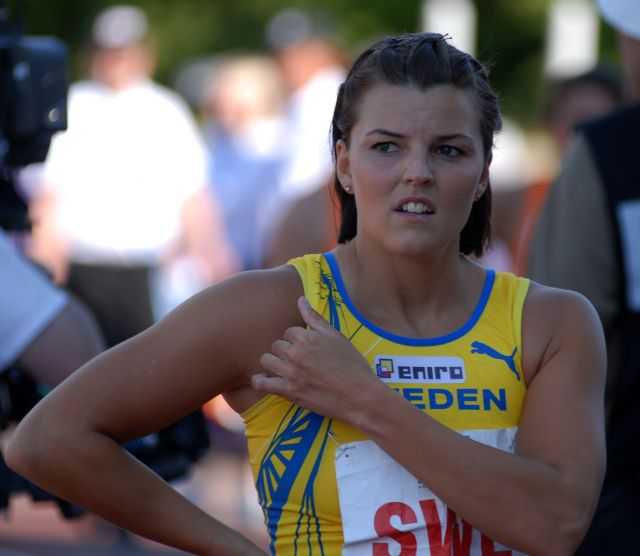
Jenny Kallur schied als Sechste ihres Vorlaufs aus

Wind: −1,1 m/s
| Platz | Name            | Nation         | Zeit (s) |
| ----- | --------------- | -------------- | -------- |
| 1     | Muriel Hurtis   | Frankreich     | 22,86    |
| 2     | Gabi Rockmeier  | Deutschland    | 23,24    |
| 3     | Ciara Sheehy    | Irland         | 23,25    |
| 4     | Shani Anderson  | Großbritannien | 23,42    |
| 5     | Zuzanna Radecka | Polen          | 23,71    |
| 6     | Jenny Kallur    | Schweden       | 23,96    |
| 7     | Barbara Petráhn | Ungarn         | 24,31    |

### Vorlauf 2

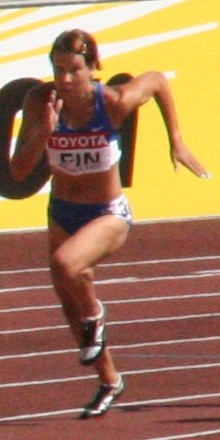
Wie bereits über 100 Meter erreichte Johanna Manninen nicht das Halbfinale

Wind: −0,3 m/s
| Platz | Name                  | Nation      | Zeit (s) |
| ----- | --------------------- | ----------- | -------- |
| 1     | Karin Mayr-Krifka     | Österreich  | 23,03    |
| 2     | Daniela Graglia       | Italien     | 23,33    |
| 3     | Fabé Dia              | Frankreich  | 23,39    |
| 4     | Jacqueline Poelman    | Niederlande | 23,41    |
| 5     | Johanna Manninen      | Finnland    | 23,47    |
| 6     | Natallja Safronnikawa | Belarus     | 23,69    |
| 7     | Enikő Szabó           | Ungarn      | 23,78    |

### Vorlauf 3
Wind: ±0,0 m/s
| Platz | Name               | Nation       | Zeit (s) |
| ----- | ------------------ | ------------ | -------- |
| 1     | Sylviane Félix     | Frankreich   | 23,03    |
| 2     | Manuela Levorato   | Italien      | 23,10    |
| 3     | Julija Tabakowa    | Russland     | 23,24    |
| 4     | Ekaterina Maschowa | Bulgarien    | 23,33    |
| 5     | Ólga Kaidantzí     | Griechenland | 23,37    |
| 6     | Sarah Reilly       | Irland       | 24,03    |
| 7     | Klodiana Shala     | Albanien     | 24,93    |

### Vorlauf 4
Wind: −0,8 m/s
| Platz | Name               | Nation         | Zeit (s) |
| ----- | ------------------ | -------------- | -------- |
| 1     | Kim Gevaert        | Belgien        | 22,97    |
| 2     | Alenka Bikar       | Slowenien      | 23,35    |
| 3     | Irina Chabarowa    | Russland       | 23,53    |
| 4     | Monika Gatschewska | Bulgarien      | 23,62    |
| DNF   | Ionela Târlea      | Rumänien       |          |
| DNS   | Jovana Miljković   | BR Jugoslawien |          |

## Halbfinale
9. August 2002
Aus den beiden Halbfinalläufen qualifizierten sich die jeweils ersten vier Athletinnen – hellblau unterlegt – für das Finale.

### Lauf 1
Wind: +1,0 m/s
| Platz | Name               | Nation         | Zeit (s) |
| ----- | ------------------ | -------------- | -------- |
| 1     | Muriel Hurtis      | Frankreich     | 22,46    |
| 2     | Manuela Levorato   | Italien        | 22,93    |
| 3     | Karin Mayr-Krifka  | Österreich     | 22,99    |
| 4     | Alenka Bikar       | Slowenien      | 23,18    |
| 5     | Ciara Sheehy       | Irland         | 23,47    |
| 6     | Ekaterina Maschowa | Bulgarien      | 23,48    |
| 7     | Irina Chabarowa    | Russland       | 23,59    |
| 8     | Shani Anderson     | Großbritannien | 23,60    |

### Lauf 2
Wind: ±0,0 m/s
| Platz | Name               | Nation       | Zeit (s) |
| ----- | ------------------ | ------------ | -------- |
| 1     | Kim Gevaert        | Belgien      | 22,73    |
| 2     | Sylviane Félix     | Frankreich   | 22,78    |
| 3     | Gabi Rockmeier     | Deutschland  | 23,07    |
| 4     | Jacqueline Poelman | Niederlande  | 23,14    |
| 5     | Daniela Graglia    | Italien      | 23,20    |
| 6     | Julija Tabakowa    | Russland     | 23,32    |
| 7     | Ólga Kaidantzí     | Griechenland | 23,39    |
| 8     | Fabé Dia           | Frankreich   | 23,50    |

## Finale

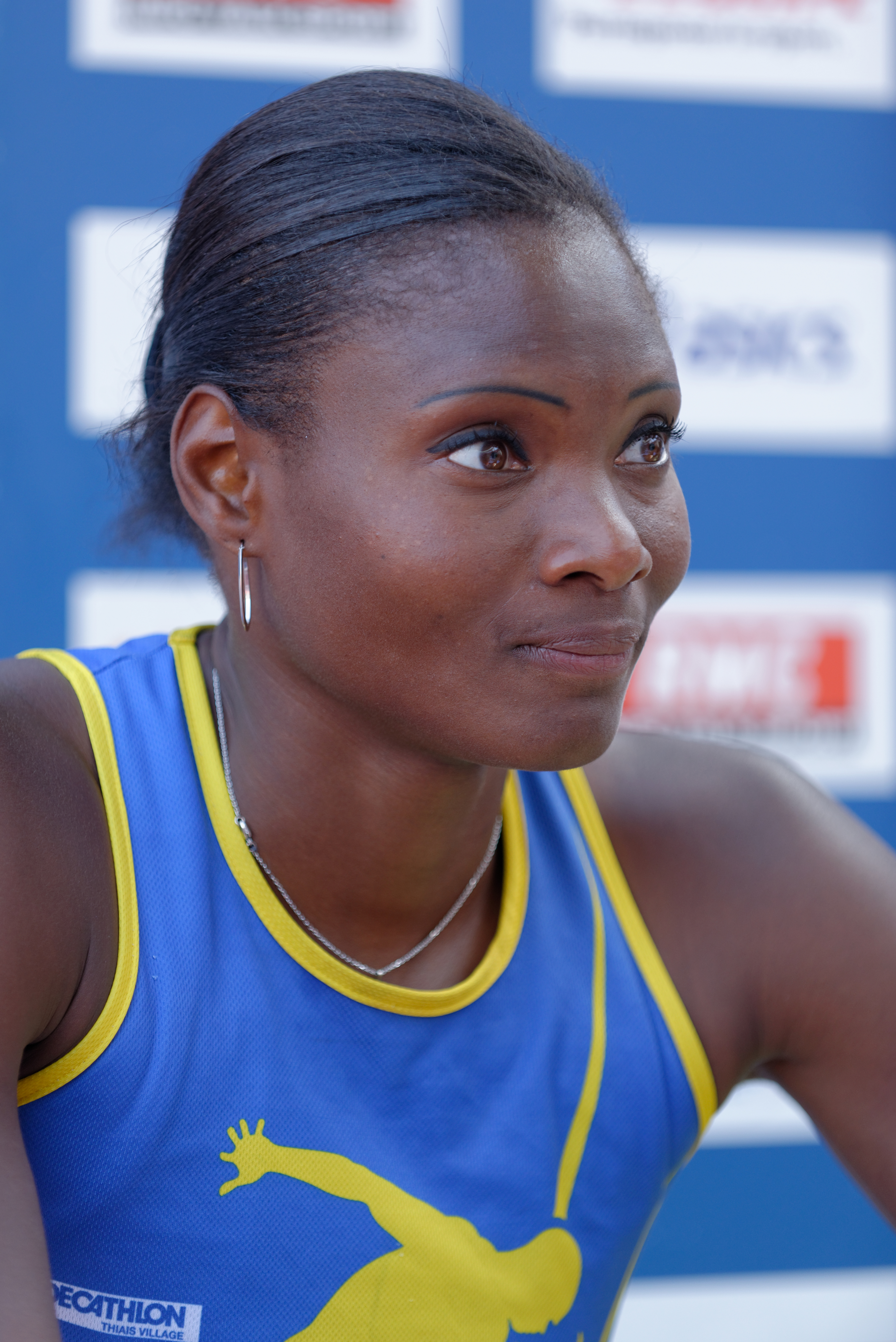
Europameisterin Muriel Hurtis
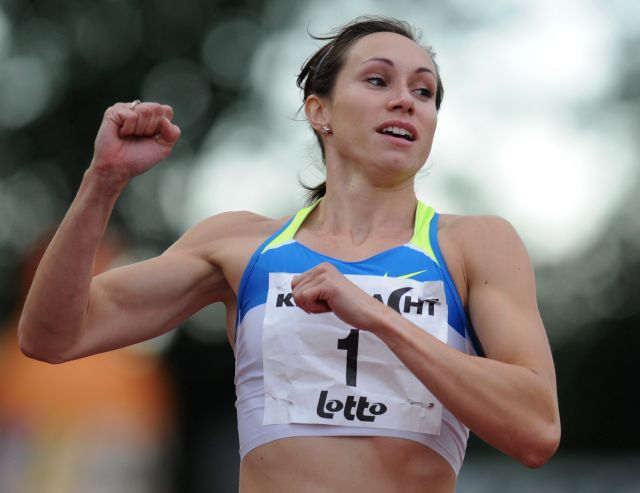
Kim Gevaert wurde Vizeeuropameisterin über 100 und 200 Meter

9. August 2002
Wind: −0,3 m/s
| Platz | Name               | Nation      | Zeit (s) |
| ----- | ------------------ | ----------- | -------- |
| 1     | Muriel Hurtis      | Frankreich  | 22,43    |
| 2     | Kim Gevaert        | Belgien     | 22,53    |
| 3     | Manuela Levorato   | Italien     | 22,75    |
| 4     | Sylviane Félix     | Frankreich  | 22,89    |
| 5     | Gabi Rockmeier     | Deutschland | 23,00    |
| 6     | Karin Mayr-Krifka  | Österreich  | 23,06    |
| 7     | Jacqueline Poelman | Niederlande | 23,31    |
| 8     | Alenka Bikar       | Slowenien   | 23,37    |

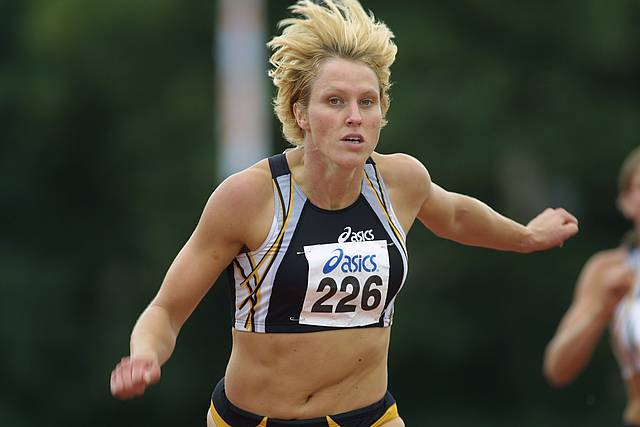
Jacqueline Poelman belegte Rang sieben
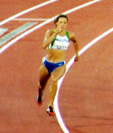
Über 100 und 200 Meter erreichte Alenka Bikar das Finale mit dem dann jeweils gleichen Resultat auf Rang acht

## Videolink
- Munich 2002, European Championships, Women's 200m Semi-FInals, youtube.com, abgerufen am 21. Januar 2023